# Chiến tranh Darfur
Chiến tranh Darfur là cuộc chiến ở khu vực Darfur thuộc Sudan do tranh chấp bộ tộc.
Thành phần giao chiến chính có Phong trào Công lý và Bình đẳng, Phong trào Quốc gia vì Cải cách và Phát triển, Quân đội/Phong trào Giải phóng Sudan và lực lượng dân binh "janjawid" do chính phủ Khartoum chỉ đạo. Phe thân chính phủ đa số thuộc chủng tộc Ả Rập như bộ tộc du mục Baggara. Phe chống chính phủ là các bộ tộc ngụ canh gồm Fur, Zaghawa và Massaleit.
Cuộc xung đột bắt đầu từ năm 2003 vì nhiều lý do, trong số đó phải kể nạn hạn hán nhiều năm thường làm sa mạc hóa vùng Darfur và nạn nhân mãn, gây áp lực lên môi trường vốn đã khan hiếm nước.
Nạn thiếu nước gay gắt nhất ở miền bắc Darfur khiến các bộ tộc du mục không có đủ nước cho đàn mục súc nên họ đã xâm nhập vùng đất phía nam nơi các bộ tộc ngụ canh sinh sống.

## Bản chất
Cuộc chiến ở Darfur là sự đối đầu của chính quyền Sudan gốc Ả Rập ở Khartoum với thành phần người gốc châu Phi vốn bị chính quyền Sudan đàn áp và nổi dậy từ năm 2003. Chính quyền Khartoum bị thế giới lên án là đã đưa thành phần dân quân Ả Rập do họ huấn luyện và vũ trang đến Darfur để khủng bố dân chúng địa phương dưới nhiều hình thức, từ giết hại đến cưỡng hiếp tập thể để khuất phục họ. Theo giới chức Liên Hợp Quốc, có đến 300.000 người đã thiệt mạng và hơn 2,5 triệu người phải rời bỏ nhà cửa đi lánh nạn. Phía chính quyền Sudan thì bác bỏ và cho rằng những con số này được thổi phồng.

## Mốc thời gian

### Tháng 10 2006
Ngày 22 tháng 10, chính phủ Tchad cáo buộc chính quyền Khartoum là đã hỗ trợ lực lượng nổi dậy mang tên Liên minh Lực lượng Dân chủ và Phát triển (UFDD), tái tục các hoạt động chống lại chính phủ của tổng thống Idriss Deby Itno. Sudan nói không can dự vào các cuộc tấn công của lực lượng UFDD, một liên minh quân sự của nhiều nhóm nổi dậy, nhắm vào các thị trấn trong vùng Goz Beida gần biên giới Sudan. Ít ngày sau đó, Sudan thực hiện các vụ oanh tạc thả bom các làng mạc biên giới.
Thứ bảy, 28 tháng 10, chính phủ Tchad tố cáo chính quyền Sudan thả bom bốn làng ở sát biên giới với khu vực Darfur của Sudan, nơi đang có các cuộc giao tranh giữa quân đội chính phủ Sudan và lực lượng nổi dậy. Bộ trưởng Thông tin Tchad, Hourmadji Moussa Doumgor, nói "không lực Sudan đã oanh tạc các làng mạc Tchad ở Bahai, Tine, Karyari và Bamina, phá hủy nhà cửa thường dân và gây thống khố cho người dân ở vùng biên giới của Tchad. Chính phủ Tchad chờ đợi Liên minh châu Phi, Cen-Sad (các quốc gia trong vùng sa mạc Sahel-Sahara) và Liên Hợp Quốc phải lên án các vụ oanh tạc nhắm vào người dân Chad và có biện pháp chấm dứt các cuộc tấn công này."
Doumgor, cũng là phát ngôn viên của chính phủ Chad, cảnh cáo "trước sự gia tăng quấy rối của chính phủ Sudan, chúng tôi phải có biện pháp chuẩn bị để lực lượng quân sự và an ninh của chúng tôi làm nhiệm vụ của mình."
N'Djamena và Khartoum chính thức đồng ý bình thường hóa quan hệ ngoại giao vào ngày 8 tháng 8 năm 2006 sau nhiều tháng trời có những cáo buộc qua lại giữa hai bên là nước này hỗ trợ lực lượng nổi dậy trong nước kia. Sudan cáo buộc Tchad đã can thiệp vào tình hình Darfur, nơi có cuộc chiến giữa thành phần người gốc Châu Phi và lực lượng dân quân Janjaweed gốc Ả Rập do chính quyền Khartoum bảo trợ từ năm 2003. Tính đến tháng 10 năm 2006, có ít nhất 200.000 người đã chết vì chiến tranh, đói kém và bệnh tật trong khu vực này. Liên Hợp Quốc cũng nói là ngoài số người chết còn có khoảng 200.000 người khác đã phải bỏ nhà cửa đi lánh nạn trong các trại tị nạn ở Tchad.

### Tháng 1 2009
Đầu tháng 1, lực lượng nhóm nổi dậy chính ở Darfur là Phong trào Công lý và Công bằng chiếm Muhajeria từ tay một nhóm nổi dậy khác đã ký thỏa ước hòa bình với chính phủ Sudan. Chính quyền Sudan bày tỏ sự quyết tâm chiếm lại thị trấn này.
Ngày thứ Bảy, 24 tháng 1, các phi cơ của chính phủ Sudan thả bom một thị trấn do lực lượng nổi dậy kiểm soát ở phía Nam Darfur, làm thiệt mạng một đứa trẻ, làm cháy nhiều nhà cửa và khiến thường dân phải chạy vào lánh nạn ở khu đóng quân của lực lượng bảo vệ hòa bình. Vụ thả bom phá hủy tám căn nhà tại thị trấn Muhajeria, nơi có 30.000 sinh sống, phần lớn là những nạn nhân chiến cuộc chạy về đây từ những vùng giao tranh khác, theo lời Noureddine Mezni, phát ngôn viên của lực lượng hỗn hợp bảo vệ hòa bình LHQ và Liên Phi ở Darfur.

### 2010 đến 2012
Vào tháng 12 năm 2010, các đại diện của Phong trào Giải phóng và Công lý, một tổ chức bảo trợ của mười nhóm nổi dậy được thành lập vào tháng 2 năm 2010,  bắt đầu một vòng đàm phán mới với Chính phủ Sudan tại Doha. Một nhóm nổi dậy mới, Lực lượng Kháng chiến Liên minh Sudan ở Darfur được thành lập và JEM lên kế hoạch cho các cuộc đàm phán tiếp theo. Các cuộc đàm phán kết thúc vào ngày 19 tháng 12 với sự thống nhất về các nguyên tắc cơ bản; những điều này bao gồm một cơ quan quyền lực khu vực và một cuộc trưng cầu dân ý về quyền tự trị. Khả năng có một Phó Chủ tịch Darfuri đã được thảo luận.
Vào tháng 1 năm 2011, lãnh đạo của Phong trào Giải phóng và Công lý, Tiến sĩ Tijani Sese, tuyên bố rằng phong trào đã chấp nhận các đề xuất cốt lõi của văn kiện hòa bình Darfur theo đề xuất của những người hòa giải ở Doha. Các đề xuất bao gồm một gói bồi thường 300.000.000 đô la cho các nạn nhân của hành động tàn bạo ở Darfur và các tòa án đặc biệt để tiến hành xét xử những người bị cáo buộc vi phạm nhân quyền. Các đề xuất cho Cơ quan quản lý khu vực Darfur mới đã được đưa vào. Cơ quan này sẽ có một hội đồng điều hành gồm 18 bộ trưởng và sẽ duy trì trong 5 năm. Ba bang Darfur hiện tại và chính quyền bang sẽ tiếp tục tồn tại trong thời kỳ này. Vào tháng 2, Chính phủ Sudan đã bác bỏ ý tưởng về một khu vực duy nhất do một phó tổng thống của khu vực đứng đầu.
Vào ngày 29 tháng 1, các nhà lãnh đạo LJM và JEM đã ra một tuyên bố chung khẳng định cam kết của họ đối với các cuộc đàm phán Doha và dự định tham dự diễn đàn Doha vào ngày 5 tháng 2. Chính phủ Sudan đã hoãn quyết định tham dự diễn đàn do tin rằng một tiến trình hòa bình nội bộ mà không có sự tham gia của các nhóm nổi dậy có thể khả thi. Cuối tháng 2, Chính phủ Sudan đồng ý quay trở lại Doha với mục tiêu hoàn tất một thỏa thuận hòa bình mới vào cuối tháng đó. Vào ngày 25 tháng 2, cả LJM và JEM đều thông báo rằng họ đã bác bỏ văn kiện hòa bình do những người hòa giải ở Doha đề xuất. Điểm mấu chốt chính là các vấn đề của phó chủ tịch Darfuri và việc bồi thường cho các nạn nhân. Chính phủ Sudan không bình luận gì về văn kiện hòa bình.
Vào ngày 9 tháng 3, có thông báo rằng hai bang nữa sẽ được thành lập ở Darfur: Darfur Trung tâm xung quanh Zalingei và Darfur Đông xung quanh Ed Daein. Các nhóm nổi dậy phản đối và tuyên bố rằng đây là một nỗ lực nhằm chia rẽ hơn nữa ảnh hưởng của Darfur.
Cố vấn cho cả LJM và JEM trong các cuộc đàm phán hòa bình Doha là Nhóm Chính sách & Luật Quốc tế Công cộng (PILPG). Được dẫn dắt bởi Tiến sĩ Paul Williams và Matthew T. Simpson, nhóm của PILPG đã cung cấp hỗ trợ pháp lý.
Vào tháng 6, một Thỏa thuận Hòa bình Darfur mới (2011) đã được các nhà hòa giải Doha đề xuất. Thỏa thuận này nhằm thay thế Thỏa thuận Abuja năm 2005 và khi được ký kết, sẽ tạm dừng việc chuẩn bị cho một cuộc trưng cầu dân ý về quy chế Darfur. Tài liệu được đề xuất bao gồm các điều khoản cho một Phó Tổng thống Darfuri và một cơ cấu hành chính bao gồm ba tiểu bang và cơ quan cấp vùng chiến lược, Cơ quan quản lý vùng Darfur.Thỏa thuận được ký kết bởi Chính phủ Sudan và Phong trào Giải phóng và Công lý vào ngày 14 tháng 7 năm 2011.
Ít tiến triển xảy ra sau tháng 9 năm 2012 và tình hình dần trở nên tồi tệ và bạo lực ngày càng leo thang.Dân số người Sudan di tản trong các trại IDP cũng tăng lên.

### 2013
Lực lượng dân quân ủng hộ chính phủ ở Darfur. (2013)
Một hội nghị các nhà tài trợ ở Doha đã cam kết 3,6 tỷ đô la Mỹ để giúp xây dựng lại Darfur. Hội nghị đã bị chỉ trích trong khu vực mà các phiến quân của Quân đội Giải phóng Sudan (Minni Minnawi) đã thực hiện. Theo Hussein Minnawi của nhóm, làng Ashma và một thị trấn khác nằm gần thủ phủ Nyala của Nam Darfur.
Vào ngày 27 tháng 4, sau nhiều tuần giao tranh, một liên minh bao gồm SLA và JEM nói rằng họ đã chiếm được Um Rawaba ở Bắc Kordofan, ngoại ô Darfur, và họ đang tiến tới Khartoum để lật đổ tổng thống. Người đứng đầu một phe SLA, Abdel Wahid Mohammed al-Nur, gọi đây là "một sự thay đổi đáng kể trong cuộc chiến". Ước tính có khoảng 300.000 người đã phải di dời vì bạo lực từ tháng 1 đến tháng 5.
Ở Bắc Darfur, bộ lạc Rezeigat và nhóm Beni Hussein đã ký một thỏa thuận hòa bình trong tháng Bảy sau khi bùng phát bạo lực giữa hai nhóm khiến hàng trăm người thiệt mạng. Cuối tháng 7, các bộ lạc Ả Rập Misseriya và Salamat tuyên bố ngừng bắn sau các trận chiến khiến hơn 200 người thiệt mạng. Cố vấn an ninh của Liên hợp quốc cũng thông báo xem xét lại sứ mệnh UNAMID của mình.
Trong tuần đầu tiên của tháng 8, người Maalia tuyên bố Rezeigat đã giết 5 thành viên trong bộ tộc của họ ở khu vực đông nam Adila. Họ phản ứng bằng cách bắt giữ 400 con gia súc Rizeigat vào ngày 6 tháng 8. Các nhà lãnh đạo cộng đồng đã can thiệp để ngăn chặn sự leo thang. Khi Maalia không trả lại gia súc, bạo lực đã nổ ra vào ngày 10 tháng 8.Rezeigat đã tấn công và được báo cáo là đã phá hủy một khu nhà ở Maaliya. Trong trận chiến, 77 Maaliya và 36 Rezeigat thiệt mạng, và 200 người khác bị thương.Cả hai bên đều cho biết xe Land Cruiser đã được sử dụng trong trận chiến. Maaliya cáo buộc Rezeigat tái thiết việc tấn công và đốt làng trong khi sử dụng "vũ khí hạng nặng". Vào ngày 11 tháng 8, giao tranh lan sang một số khu vực khác ở đông nam Darfur. Bạo lực được cho là phát sinh do tranh chấp đất đai.

### 2014
Vào ngày 19 tháng 3, lực lượng gìn giữ hòa bình cho biết họ đã nhận được báo cáo gần đây về các ngôi làng đã bị tấn công và đốt cháy sau khi Liên Hợp Quốc bày tỏ lo ngại về số lượng người di dời nội địa ngày càng tăng. UNAMID nói rằng các cuộc tấn công là ở Hashaba, khoảng 100 km về phía tây bắc thành phố Al-Fashir, thủ phủ của bang Bắc Darfur.
Vào tháng 11, truyền thông địa phương đưa tin 200 phụ nữ và trẻ em gái đã bị cưỡng hiếp bởi binh lính Sudan ở Tabit. Sudan đã phủ nhận điều đó và không cho phép LHQ (người cho biết cuộc điều tra đầu tiên của họ không có kết quả "một phần do sự hiện diện dày đặc của quân đội và cảnh sát") thực hiện một cuộc điều tra khác. [163] Một cuộc điều tra của Tổ chức Theo dõi Nhân quyền (HRW) công bố vào tháng Hai cho biết 221 người đã bị cưỡng hiếp bởi binh lính chính phủ trong "một vụ cưỡng hiếp hàng loạt có thể cấu thành tội ác chống lại loài người". Các nhân chứng cho biết ba hoạt động riêng biệt đã được thực hiện trong một ngày rưỡi. Tài sản bị cướp phá, đàn ông bị bắt, cư dân bị đánh đập và phụ nữ và trẻ em gái bị hãm hiếp. Hầu hết dân số của thị trấn là người Fur. Trước đó nó đã được kiểm soát bởi lực lượng nổi dậy nhưng HRW không tìm thấy bằng chứng nào cho thấy các tay súng nổi dậy ở trong hoặc gần làng khi nó bị tấn công.
3.300 ngôi làng đã bị phá hủy vào năm 2014 trong các cuộc tấn công vào dân thường theo Ủy ban chuyên gia của Liên hợp quốc. Lực lượng chính phủ hoặc những người liên kết với họ đứng sau hầu hết các cuộc tấn công. Đã có hơn 400.000 cuộc tấn công trong mười tháng đầu năm. Báo cáo nói rằng "rất có thể các cộng đồng dân sự đã bị nhắm mục tiêu do liên kết thực tế hoặc được nhận thức của họ với các nhóm đối lập vũ trang" và rằng "các cuộc tấn công như vậy được thực hiện mà không bị trừng phạt".

### 2015 đến 2016
Vào tháng 9 năm 2016, chính phủ Sudan được cho là đã tiến hành các cuộc tấn công bằng vũ khí hóa học nhằm vào dân thường ở Darfur, khiến ít nhất 250 người thiệt mạng; đa số nạn nhân là trẻ em. Người ta tin rằng bom, đạn có chứa khí mù tạt hoặc các chất gây phồng rộp khác.

### 2017 đến 2018
Các báo cáo từ UNAMID và Trung tâm Nghiên cứu Công lý và Hòa bình Châu Phi cho thấy bạo lực cấp độ thấp tiếp tục diễn ra ở Darfur đến đầu năm 2018, với việc các lực lượng chính phủ Sudan tấn công các cộng đồng ở khu vực Jebel Marra. Khi các lực lượng của UNAMID bắt đầu chú ý đến việc rời khỏi Darfur, đã có những quan điểm cạnh tranh về mức độ bất ổn trong khu vực: các quan chức Liên hợp quốc chỉ ra rằng quy mô và sự phân bố bạo lực ở Darfur đã giảm đáng kể,trong khi các quan điểm khác NGOS chẳng hạn như HRW làm nổi bật các túi bất ổn dai dẳng. Năm 2018, Darfur bị đánh bom và hòa bình được ký kết.

### 2019
Tuyên bố Dự thảo Hiến pháp tháng 8 năm 2019, được ký bởi các đại diện quân sự và dân sự trong cuộc Cách mạng Sudan 2018–19, yêu cầu một thỏa thuận hòa bình được thực hiện ở Darfur và các khu vực xung đột vũ trang khác ở Sudan trong vòng sáu tháng đầu tiên của giai đoạn chuyển tiếp 39 tháng tới chính phủ dân sự dân chủ.
Vào tháng 12 năm 2019, The Guardian đưa tin rằng các dự án thủy lợi được xây dựng xung quanh các đập dựa vào cộng đồng đang tạo điều kiện cho "chồi xanh của hòa bình" xuất hiện, giúp chấm dứt xung đột này. Dự án này được thực hiện với sự tài trợ của Liên minh Châu Âu và được giám sát bởi Chương trình Môi trường của Liên hợp quốc.